# Клан Белого лотоса
«Клан Белого лотоса» (кит. 洪文定三破白蓮教) — гонконгский художественный фильм производства студии братьев Шао. Ремейк фильма «Палачи из Шаолиня» (1977). Оригинальное китайское название на русский язык можно перевести как «Хун Вэньдин трижды крушит клан Белого лотоса».

## Сюжет
На глазах молодого патриота Хун Вэньдина монах Бай Мэй убивает его друзей и брата. Вэньдин клянётся отомстить. Вся трудность мести заключается в том, что Бай Мэй освоил технику «внутреннего дыхания», которая означает, что у монаха есть лишь одно слабое место на всём теле, и он способен «отлетать» при нападении противника. Вэньдин долго тренируется и находит логово убийцы близких, но парню не удаётся одолеть противника, и он сбегает. Вэньдин приходит во второй раз и так же уносит оттуда ноги. После длительного восстановления Вэньдин додумывается, что мягкий стиль «кунг-фу вышивания» может быть единственным способом победить своего врага. Осваивая новую технику Вэньдин готовится к последнему походу в логово Белого лотоса.

## В ролях
- Гордон Лю[англ.] — Хун Вэньдин
- Ло Ле — монах Бай Мэй, глава клана Белого лотоса
- Кара Хуэй — тётушка Бяо
- Джонни Ван[англ.] — губернатор Гао Цзиньчжун
- Лам Файвон — Ху Найчэн
- Сяо Хоу[англ.] — страж Белого Лотоса
- Сань Синь[кит.] — страж Белого Лотоса
- Кинг Ли — Бяо
- Чин Мяо — хозяин бумажной лавки
- Ён Чинчин[кит.] — Ху Сяоцин

## Восприятие
Борис Хохлов в своей рецензии видит недостаток фильма в «односложном сюжете, переполненном обычными для картин тех времён условностями», зато поединки, по мнению кинокритика «очень быстрые, мощные и зрелищные», за что он принимает главное достоинство картины. Эндрю Сароч так описывает фильм: 
Ещё один отлично смотрящийся фильм Shaw Brothers с безумной идеей и несколькими восхитительными боевыми сценами, поставленными единственным в своём роде Лю Цзяляном
 Авторы книги The Encyclopedia of Martial Arts Movies оценивают фильм в максимальные четыре звезды, отмечая «частично западающую в память музыку» и «потрясающие боевые искусства».